# Lanmuchangita
La lanmuchangita és un mineral de la classe dels sulfats que pertany al grup de l'alum. Rep el seu nom de l'indret on ca ser descoberta: el dipòsit de Tl-Hg de Lanmuchang, al comtat de Xingren (Guizhou, República Popular de la Xina). Es tracta de l'únic lloc on ha estat trobada aquesta espècie mineral.

## Característiques
La lanmuchangita és un sulfat de fórmula química Tl+Al(SO₄)₂·12H₂O. Cristal·litza en el sistema isomètric en forma de cristalls anèdrics, de fins a 90 μm, columnars o en agregats. La seva duresa a l'escala de Mohs és d'entre 3 i 3,5.
Segons la classificació de Nickel-Strunz, la lanmuchangita pertany a «07.C - Sulfats (selenats, etc.) sense anions addicionals, amb H₂O, amb cations de mida mitjana i grans» juntament amb els següents minerals: krausita, tamarugita, kalinita, mendozita, lonecreekita, alum-(K), alum-(Na), tschermigita, voltaïta, zincovoltaïta, pertlikita, amoniomagnesiovoltaïta, kröhnkita, ferrinatrita, goldichita, löweïta, blödita, nickelblödita, changoïta, zincblödita, leonita, mereiterita, boussingaultita, cianocroïta, mohrita, nickelboussingaultita, picromerita, polihalita, leightonita, amarillita, konyaïta i wattevil·lita